# Fritz Grillitsch (Politiker, 1929)
Gottfried „Fritz“ Grillitsch (* 5. September 1929 in Rothenturm ob Judenburg; † 21. Jänner 2011 in Fohnsdorf) war ein österreichischer Landwirt, Gastwirt und Politiker (ÖVP).
Als Nachrücker zog er am 28. April 1981 in den steirischen Landtag ein und gehörte diesem bis zum 12. Jänner 1996 in vier Gesetzgebungsperioden als Landtagsabgeordneter an.
Sein gleichnamiger Sohn war im Jahr 2002 Mitglied des Bundesrates und von Dezember 2002 bis November 2017 Abgeordneter zum Nationalrat.

## Leben
Fritz Grillitsch wurde am 5. September 1929 als Sohn der Bauersleute Rudolf Schaffer und Antonia Grillitsch in Rothenturm ob Judenburg geboren. Nach seiner allgemeinen Schulausbildung, die ihn von der Volksschule in St. Peter ob Judenburg ans Judenburger Gymnasium führte, absolvierte er die Landwirtschaftliche Fachschule Grottenhof und arbeitete davor und danach am elterlichen Bauernhof.
Bereits in seiner Jugend fungierte der aus dem bäuerlichen Milieu stammende und noch in einer Dorfgemeinschaft aufgewachsene Grillitsch als Bezirksobmann der Steirischen Landjugend, bei der er erste politische Erfahrungen sammeln konnte. Im Jahre 1957 heiratete er eine Anna Mayer, mit der er drei Kinder (Ilse, Christa und den bereits erwähnten Fritz) bekam. Im selben Jahr kaufte er eine kleine Landwirtschaft mit Ackerbau, Schweinemast und einem Gasthaus in Wasendorf bei Fohnsdorf und bekam im Laufe der Zeit die Probleme des heimischen Bergbaues und der Industrie mit. So kam es ab dieser Zeit etwa zum Niedergang des Fohnsdorfer Bergbaus oder der Judenburger Gußstahlwerke, wodurch er viele Einzelschicksale miterlebte. Auch nach seiner Jugend engagierte er sich in der Standesvertretung der Bauern, wurde 1966 geschäftsführender Bauernbundobmann des Bezirkes Liezen und 1968 Hauptbezirksobmann des Bauernbundes. Laut seiner Kurzbiografie beim Land Steiermark war er von 1971 bis 1985 Bezirksobmann für Judenburg im Bauernbund. Darüber hinaus fungierte er von 1981 bis 1992 als ÖVP-Bezirksparteiobmann.
Durch seine Tätigkeiten in der Standesvertretung schaffte er am 28. April 1981 den Sprung in die Landespolitik, als er für den rund zwei Wochen zuvor plötzlich verstorbenen Adolf Marczik in den steirischen Landtag nachrückte (Wahlkreis 4 Obersteier). Dem Landtag gehörte er bis zu seinem Ausscheiden am 12. Jänner 1996 in vier verschiedenen Gesetzgebungsperioden (IX., X., XI. und XII.) über einen Zeitraum von über 13 Jahren an. In diesem Zeitraum hatte er wichtige Funktionen in den verschiedensten Ausschüssen inne und war unter anderem Mitglied im Landwirtschafts-, Bau-, Europa- und Kontrollausschuss. Im Landtag wie auch in seinen anderen Funktionen setzte er sich für die wirtschaftlichen Anliegen seiner Heimatregion, allen voran die Arbeitsplatzsicherung, ein.
Über viele Jahre hinweg gehörte Grillitsch dem Vorstand des Raiffeisenverbandes Steiermark als Mitglied an und galt als überzeugter und durchschlagskräftiger Verfechter der Genossenschaftsidee. Im Raiffeisenverband Steiermark war er von 1968 bis 1971 als Rechnungsprüfer und im Anschluss bis 1994 als Vorstandsmitglied aktiv. Der Raiffeisenbank Pölstal diente er seit von 1968 bis 1996 als Vorstandsmitglied, davon 28 Jahre als deren Obmann. In den Gremien der Obersteirischen Molkerei war Grillitsch von 1966 bis 1990 vertreten.
Aufgrund seiner großen Verdienste um den Bauernstand wurde Grillitsch vielfach geehrt und ausgezeichnet und wurde mitunter mit dem Berufstitel Ökonomierat bedacht. Innerhalb des Raiffeisenverbandes wurde er 1994 mit der Raiffeisenmedaille in Gold ausgezeichnet. In Wasendorf veranstaltete Grillitsch seit vielen Jahren alljährlich ein traditionellen Eisstockschießen, an dem auch immer zahlreiche namhafte Politiker und andere Prominenz teilnahmen. Die Tradition wurde auch nach seinem Tod von seinem Sohn aufrechterhalten.
Am 21. Jänner 2011 starb Grillitsch nach längerer Krankheit im Alter von 81 Jahren in Fohnsdorf. Durch seine drei Kinder war Grillitsch zu diesem Zeitpunkt bereits sechsfacher Groß- und zweifacher Urgroßvater. Vier Tage nach seinem Ableben fand nach einer Messe in der Pfarrkirche Fohnsdorf das Begräbnis am örtlichen Friedhof statt.

## Auszeichnungen und Ehrungen (Auswahl)
- Verleihung des Berufstitels Ökonomierat (ÖkR)
- Verleihung der Raiffeisenmedaille in Gold: 1994